# Nodipecten nodosus
Nodipecten nodosus är en musselart som först beskrevs av Carl von Linné 1758.  Nodipecten nodosus ingår i släktet Nodipecten och familjen kammusslor. Inga underarter finns listade i Catalogue of Life.